# Liste der Monuments historiques in Chaumont-sur-Aire
Die Liste der Monuments historiques in Chaumont-sur-Aire führt die Monuments historiques in der französischen Gemeinde Chaumont-sur-Aire auf.

## Liste der Objekte
| Bezeichnung                           | Beschreibung                                   | Standort                       | Kennzeichnung | Schutzstatus | Datum | Bild |
| ------------------------------------- | ---------------------------------------------- | ------------------------------ | ------------- | ------------ | ----- | ---- |
| Beichtstuhl                           | Eichenholz, um 1800                            | in der Kirche St-Pierre (Lage) | PM55001703    | Inscrit      | 1995  |      |
| Gemälde Petrus empfängt die Schlüssel | Ölfarbe auf Leinwand, 1849 von Isidore Charuel | in der Kirche St-Pierre (Lage) | PM55001702    | Inscrit      | 1980  |      |